# Alloa Athletic F.C.
Alloa Athletic F.C., właśc. Alloa Athletic Football Club – szkocki klub piłkarski z siedzibą w Alloa.

## Historia
Klub został założony w 1878. W swojej historii występował przez jeden sezon w pierwszej lidze, w czasach kiedy stanowiły ją rozgrywki First Division (w edycji 1922/1923). W latach 1921–2021 rozegrał też 60 sezonów na poziomie drugiej ligi (47 w Second Division, 7 w First Division i 6 w Championship). Edycja 2020/2021 zakończyła się spadkiem klubu do Scottish League One.

## Reprezentanci kraju grający w klubie
stan na grudzień 2023
|  | - Calaum Jahraldo-Martin - George Blues - Mikk Reintam - Mick Gallagher - Jim Goodwin - Mick O’Brien - Conor Sammon - Lawrie Cumming - Paddy Farrell - Andy Kirk - Scott Bain |  | - Tully Craig - Jimmy Croal - Willie Fernie - Derek Ferguson - Jock Hepburn - Bobby Hogg - Jimmy Howieson - Tommy Hutchison - James King - Stevie May - Harry Marshall |  | - Neil Martin - Scott McKenna - Danny McRorie - Ian Murray - Robert Orrock - Derek Riordan - Ross Stewart - Andy Walker - John White - Robbie Winters |